# Раздор (Камизяцький район)
Раздор  (рос. Раздор) — село у Камизяцькому районі Астраханської області Російської Федерації.
Населення становить 1320  осіб. Входить до складу муніципального утворення Раздорська сільська рада.

## Історія
Населений пункт розташований на території українського етнічного та культурного краю Жовтий Клин. Від 1925 року належить до Камизяцького району.
Згідно із законом від 6 серпня 2004 року органом місцевого самоврядування є Раздорська сільська рада.

## Населення
| 2002 | 2010  | 2013  |
| ---- | ----- | ----- |
| 1315 | ↘1208 | ↗1320 |